# كين فيش
كين فيش (بالإنجليزية: Ken Fish)‏ هو لاعب كرة قدم جنوب أفريقي، ولد في 20 فبراير 1914 في كيب تاون في جنوب أفريقيا، وتوفي في 4 أغسطس 2005 في ستوك أون ترينت في المملكة المتحدة. شارك مع منتخب جنوب أفريقيا لكرة القدم. أما مع النوادي، فقد لعب مع بورت فايل ونادي يانغ بويز.